# Kalix kontrakt
Kalix kontrakt var ett kontrakt inom Svenska kyrkan i Luleå stift. Det upphörde 1 juli 1990 och församlingarna övergick då till Kalix-Torne kontrakt.  

## Administrativ historik
Kontraktet bildades 1 juli 1959 
från en del av då upphörda Norrbottens södra kontrakt
- Nederkalix församling
- Töre församling

från en del av då upphörda Norrbottens norra kontrakt
- Överkalix församling

## Kontraktsprostar
| Ämbetstid | Namn           | Levnadstid | Övrigt                             |
| --------- | -------------- | ---------- | ---------------------------------- |
| 1959–1963 | Fritz Johanson | 1899–1965  | Kyrkoherde i Överkalix församling. |